# Terra Tenebrosa
Terra Tenebrosa švedski je avangardni black metal-sastav iz Stockholma.

## Povijest sastava
Sastav su 2009. godine osnovali bivšli članovi post-hardcore sastava Breach. Svoj prvi studijski album The Tunnels objavljuju 2011. godine, a drugi The Purging dvije godine kasnije, obadva pod izdavačkom kućom Trust No One. Godine 2014. objavljuju split album sa sastavom The Old Wind s kojim su kasnije i nastupali na europskoj turneji. Iste godine objavljuju i EP V.I.T.R.I.O.L. - Purging the Tunnels s dvije nove pjesme. Svoj treći i zasada posljednji album The Reverses objavljuju 2016. godine. Na albumu su gostovali Jonas A. Holmberg iz sastava This Gift Is A Curse, Alex Stjernfeldt iz The Moth Gatherera te Vindsval iz sastava Blut Aus Nord. Članovi sastava skrivaju svoj identitet koristeći pseudonime i maske. Također, sva tri člana se stalno međusobno izmjenjuju na instrumentima, jedino The Cuckoo uvijek izvodi sve vokale.

## Članovi sastava
Trenutačna postava
- Hisperdal - instrumenti (2009.-danas)
- Hibernal - instrumenti (2009.-danas)
- The Cuckoo - vokal, instrumenti (2009.-danas)

## Diskografija
Studijski albumi
- The Tunnels (2011.)
- The Purging (2013.)
- The Reverses (2016.)

EP-ovi
- V.I.T.R.I.O.L. - Purging the Tunnels (2014.)

Split albumi
- Serpent Me / The Disfigurement Bowl (2014.)

## Vanjske poveznice
- Službena Facebook stranica